# Duarte Pimentel

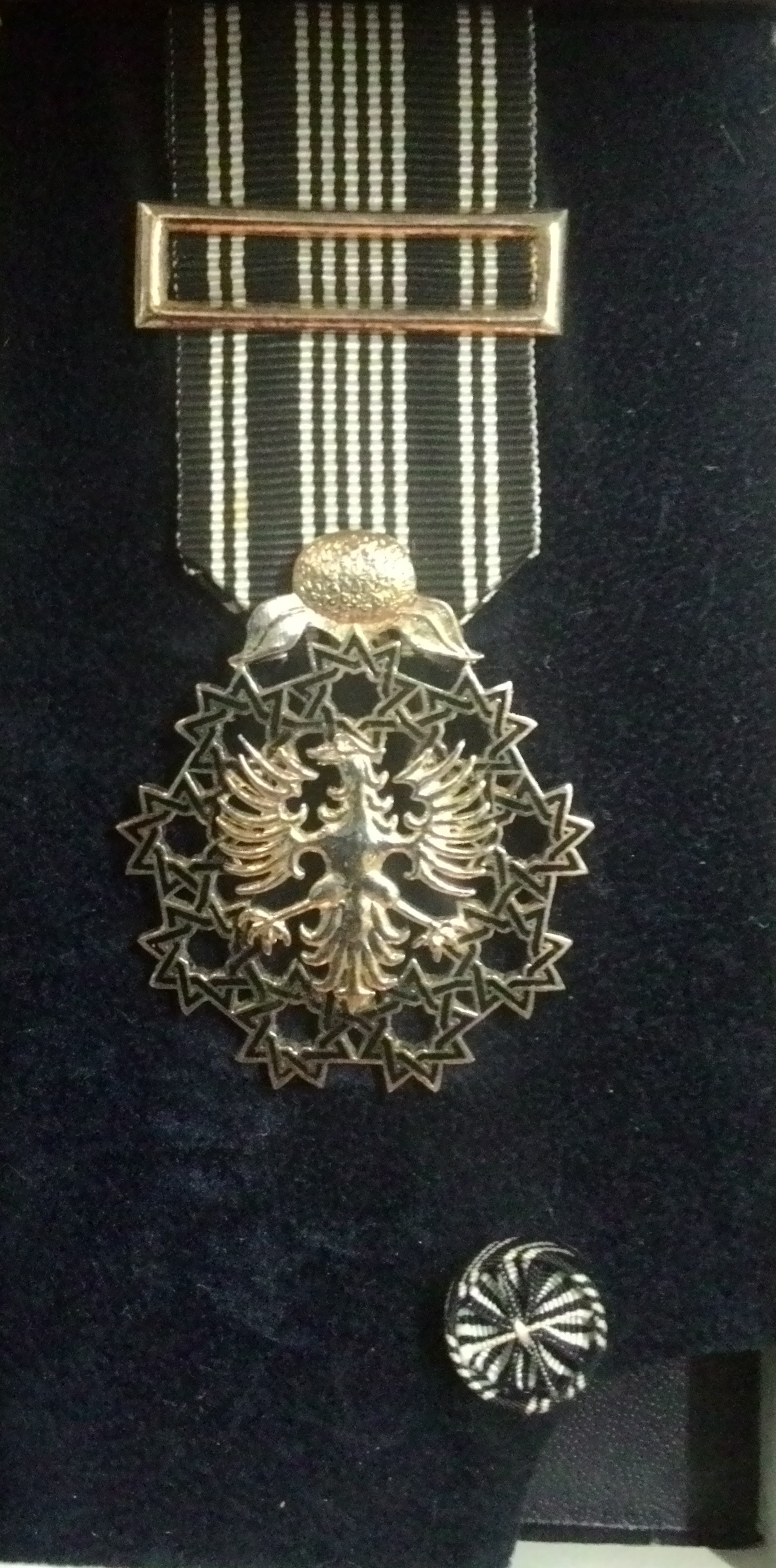
Insígnia Autonómica de Mérito Profissional (recebia a título póstumo, na sessão solene comemorativa do "Dia da Região Autónoma dos Açores, realizada em Vila Franca do Campo, São Miguel Açores, em 16 de Maio de 2016)

Duarte Pimentel (Lagoa, 11 de junho de 1934 — Barreiro, 29 de novembro de 2012) foi um artista plástico português. Frequentou a Escola António Arroio sendo aluno de Lino António e foi discípulo de Augusto Bértholo e Fred Kradolfer, onde iniciou a pintura a óleo copiando obras de grandes mestres. Mais tarde dedicou-se à aguarela e à azulejaria tendo vindo a expor regularmente.
Faleceu no dia 29 de novembro de 2012, no Hospital do Barreiro, aos 78 anos, devido a insuficiência respiratória.

## Representações
Nunciatura Apostólica de Lisboa, Governo Regional dos Açores, Hotel Avenida Palace, Hotel Baia - Cascais; Comando Geral da P.S.P.; Governo Civil de Lisboa e Beja; Corpo de intervenção - Grupo de Operações Especiais da P.S.P. 2ª, 3ª e 4ª Divisão; Comandos Distritais de Santarém e Setúbal; Escola Superior de Polícia; várias esquadras do País; Aeroporto de Lisboa; Leal Senado de Macau; Escola Prática de Cavalaria; Quartéis de Regimento de Lanceiros; Centro de Selecção Militar; Campo Militar de Stª Margarida; Colégio Militar de Lisboa e Brasil; Hospital Militar; Supremo Tribunal Militar e Polícia Judiciária; Centro de Instrução da G.N.R.; Comando da G.N.R. de Évora; diversos museus e colecções particulares em Portugal e no estrangeiro.

## Distinções

### Prémios
- Menção Honrosa do I.S.T. Artes e Ofícios
- 1º e 2º prémio "Sintra vista pelos artistas"
- 2º e 3º prémio Stª Casa da Misericórdia Rainha Santa Catarina
- 2º e 3º prémio Rotary Clube de Sintra

### Condecorações
- Insígnia Autonómica de Mérito Profissional (a título póstumo, pelo Governo Regional dos Açores)
- Condecorado pelo Supremo Tribunal Militar
- Reconhecido com a medalha de ouro do Vaticano
- Sala Memórias - Hospital Militar Principal

## Galeria

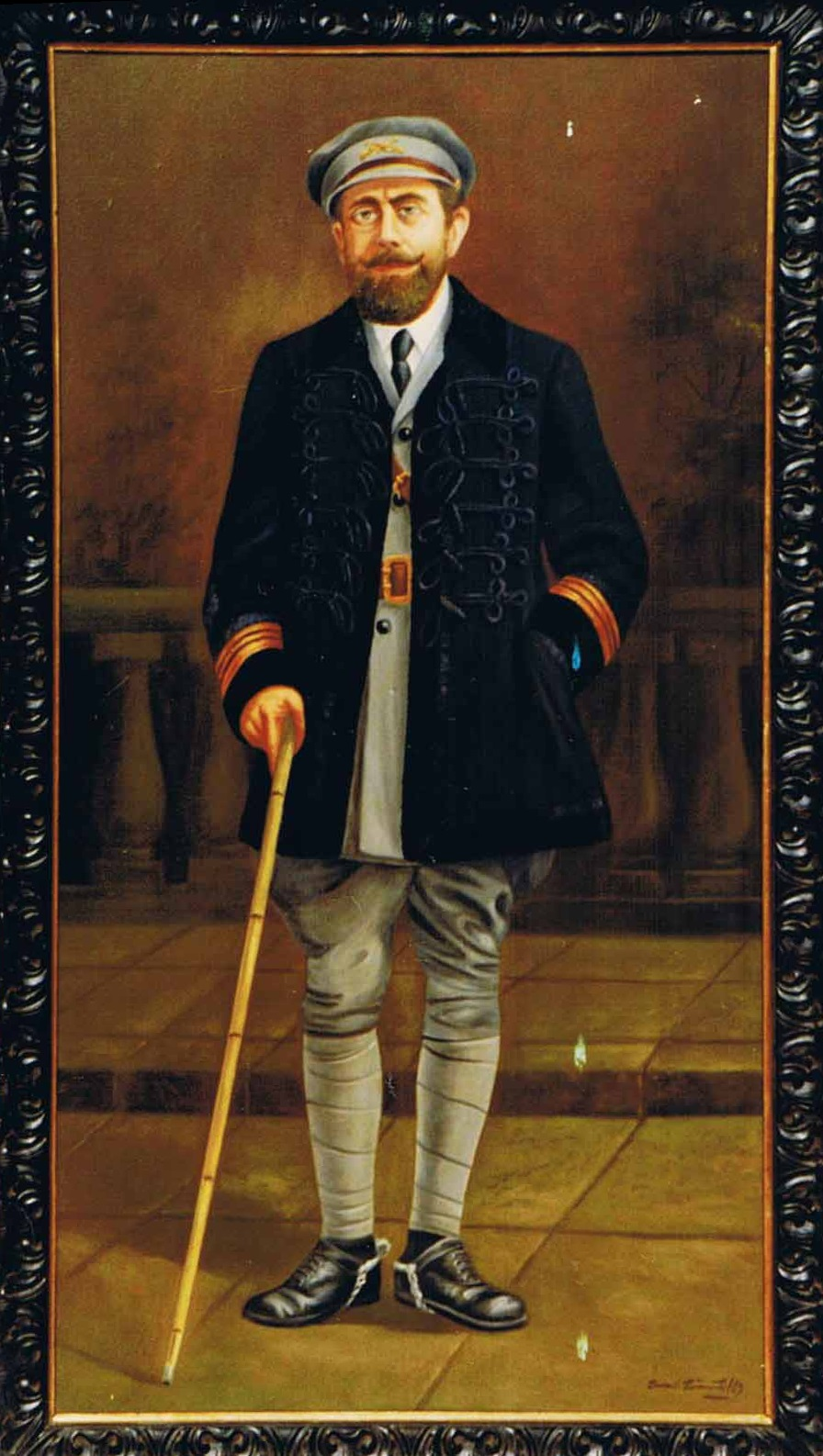
Coronel Ferreira do Amaral
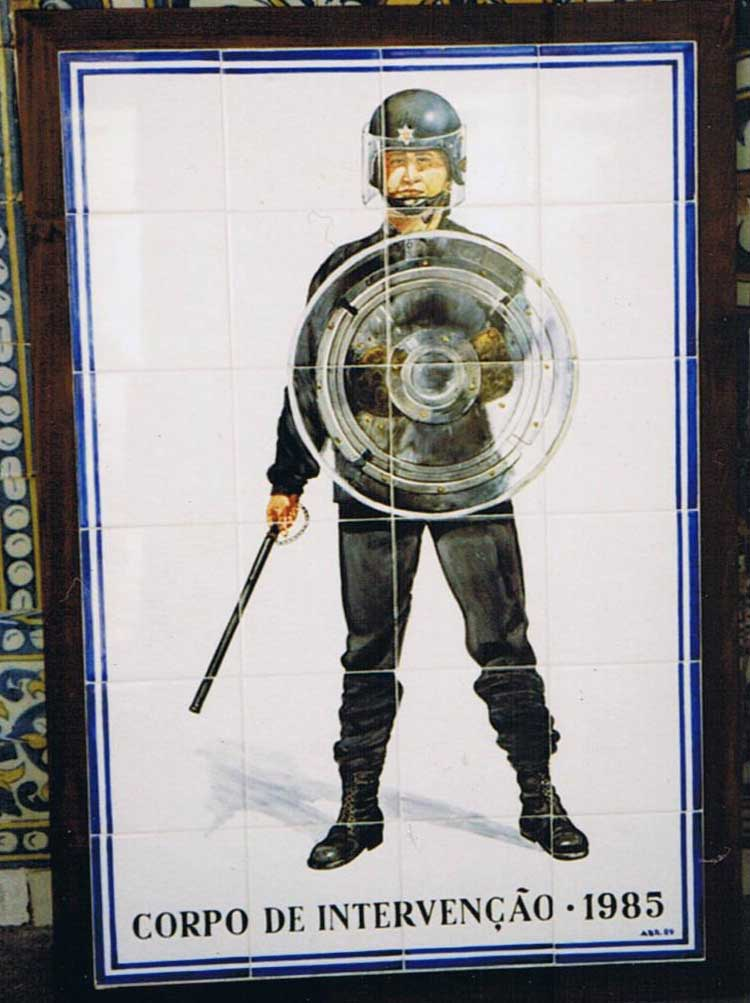
Colecção de fardas da Polícia
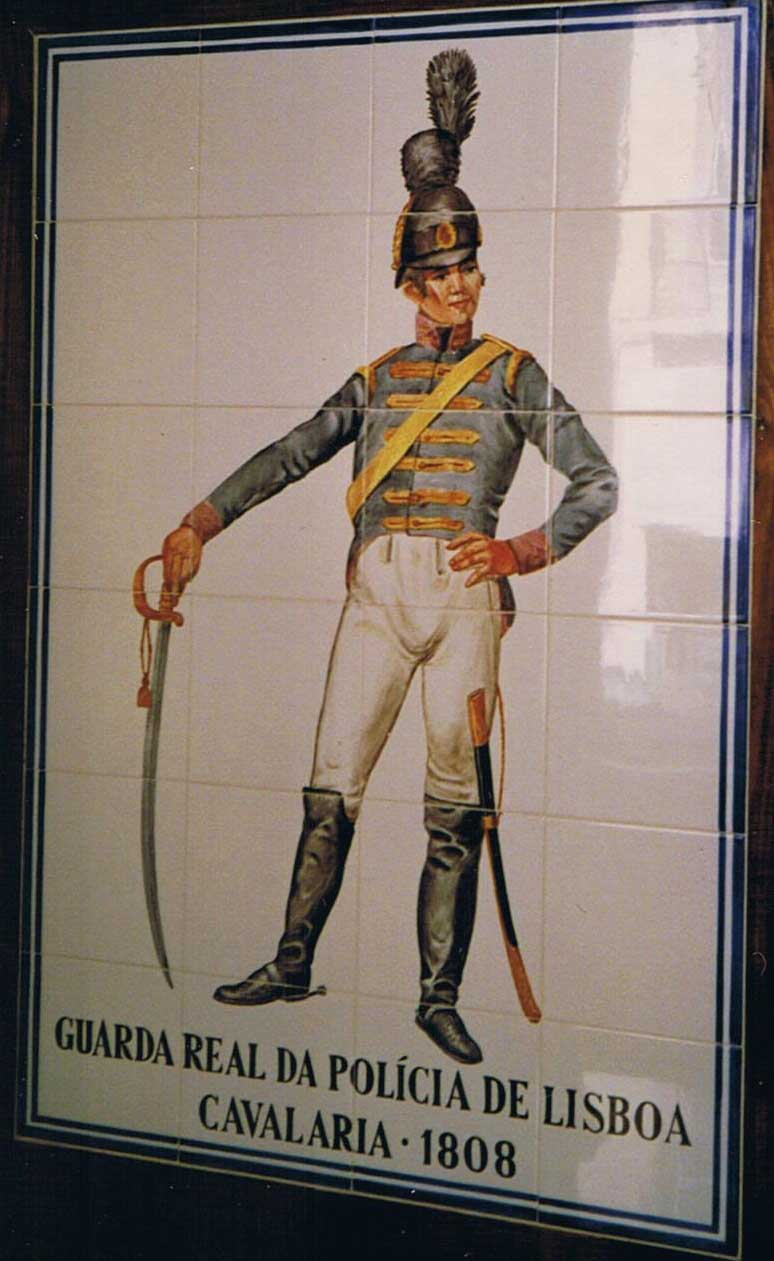
Colecção de fardas da Polícia
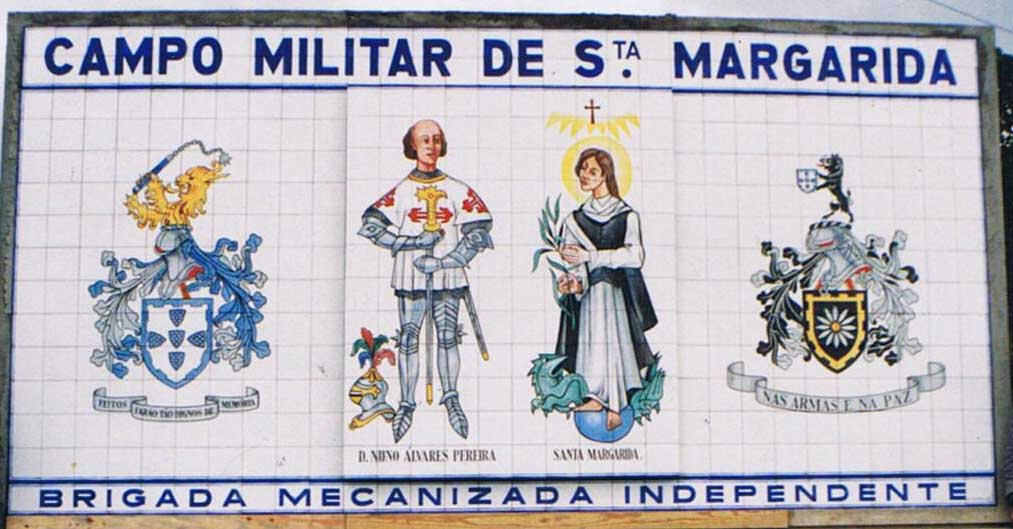
Painel de azulejos - Campo Militar de Santa Margarida
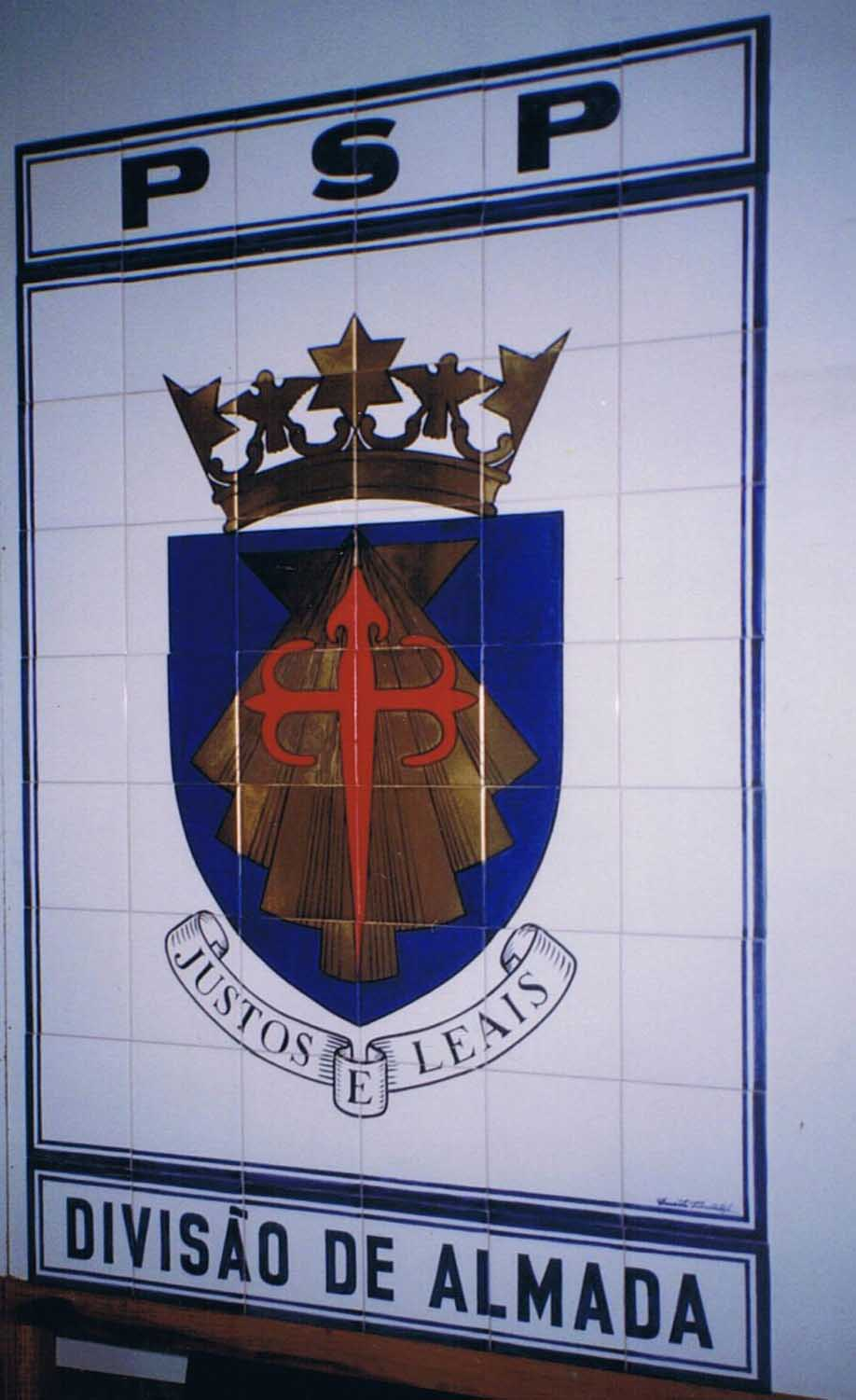
Brasão da P.S.P.
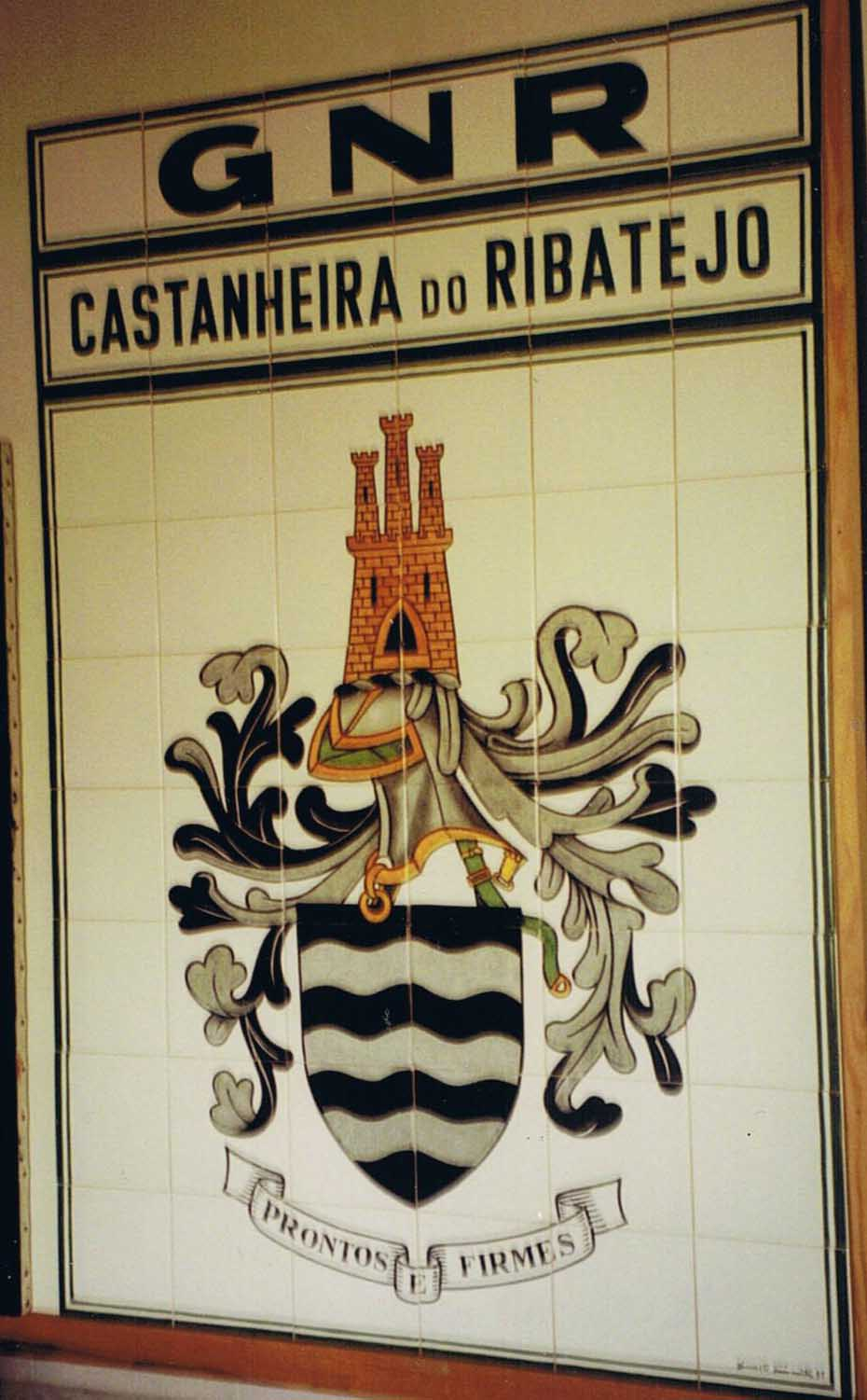
Brasão da G.N.R.
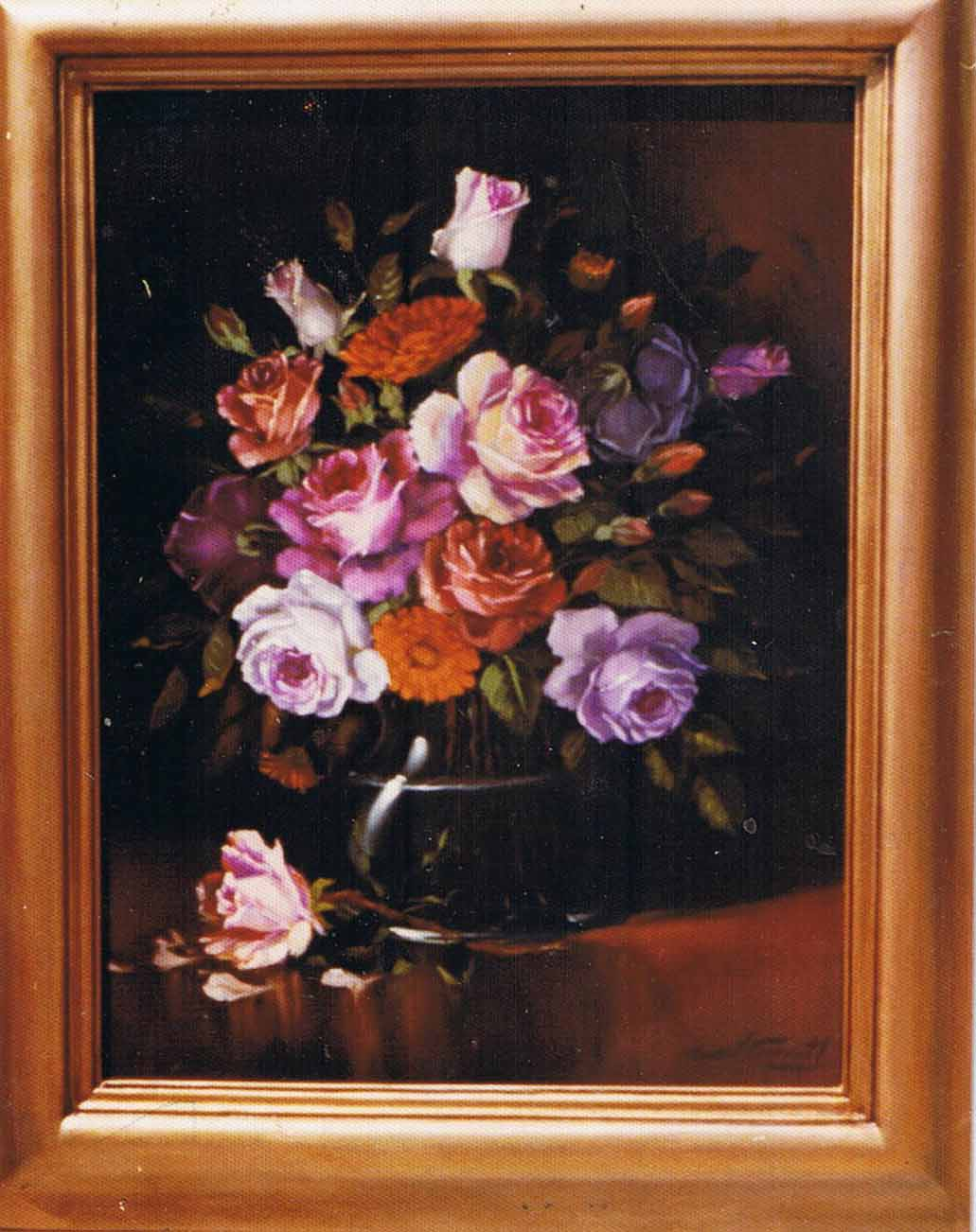
Flores
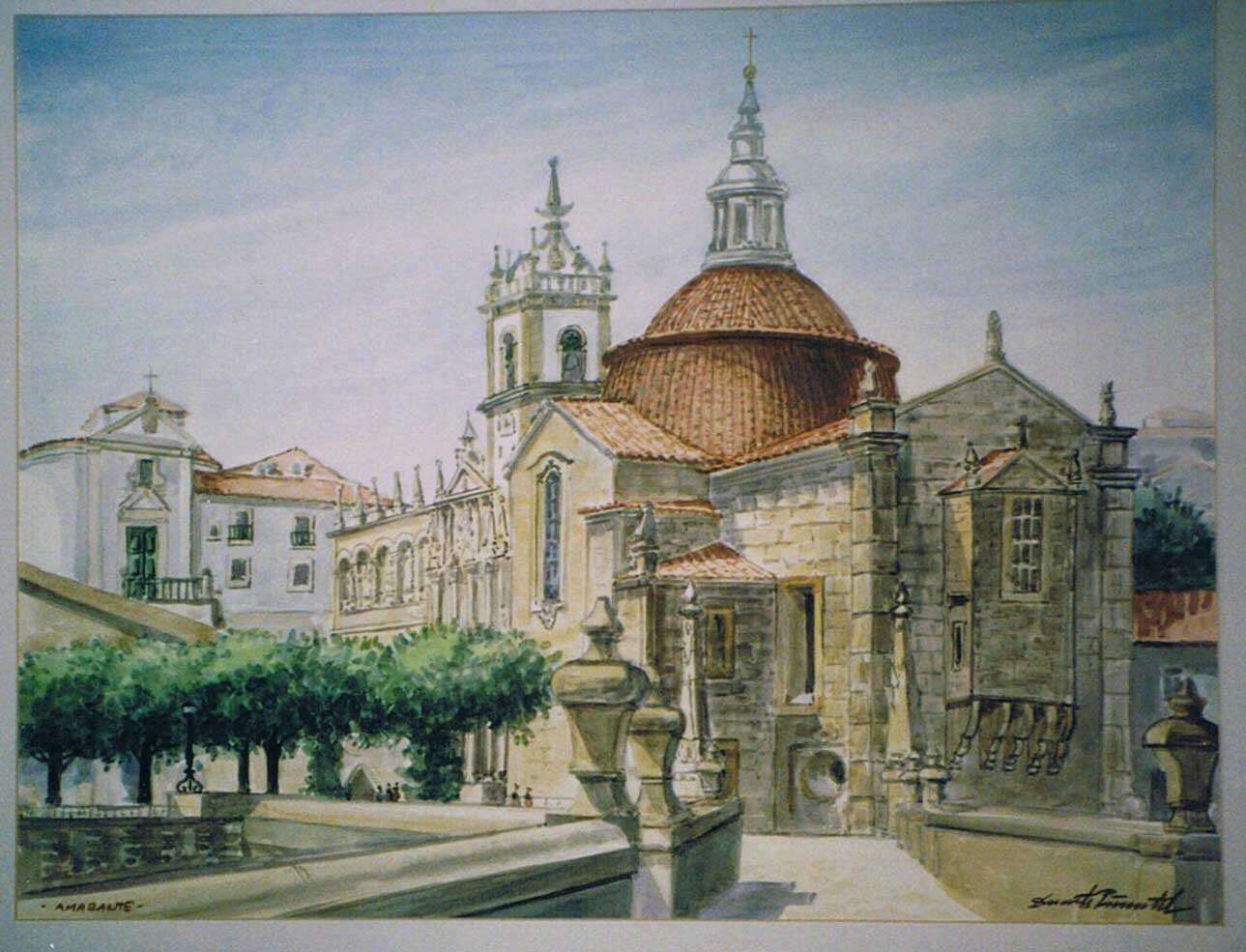
Amarante
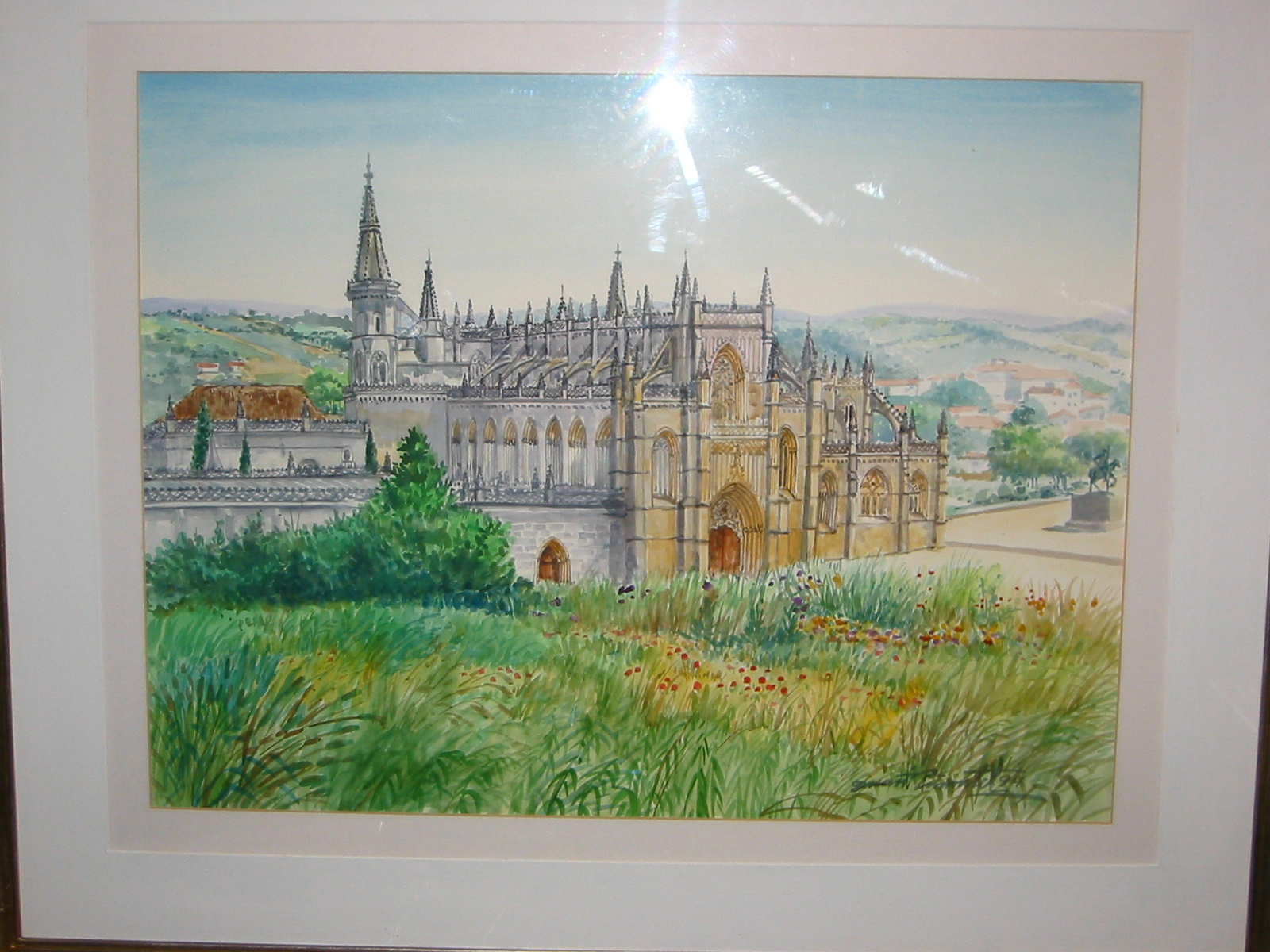
Mosteiro da Batalha
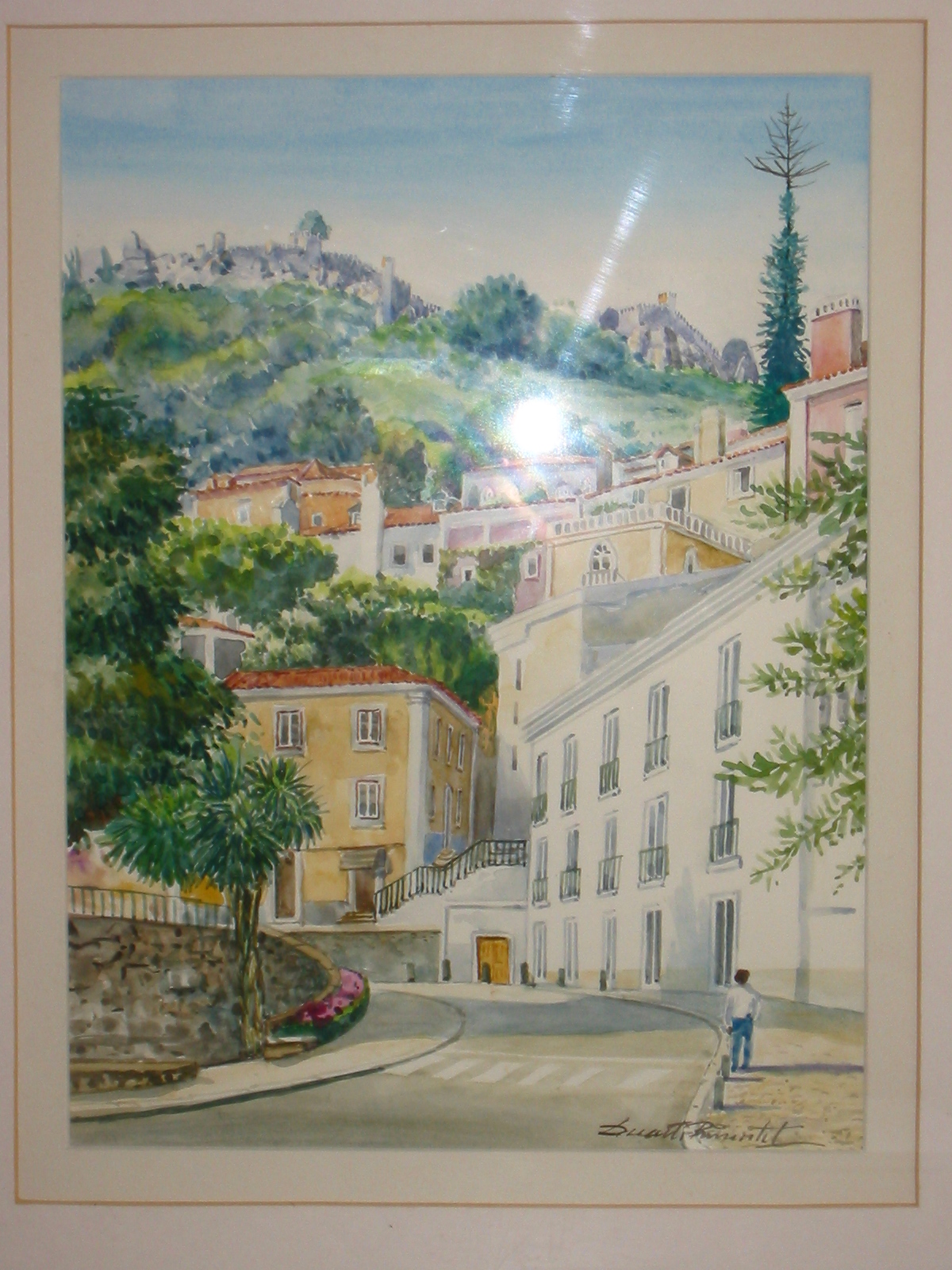
Sintra
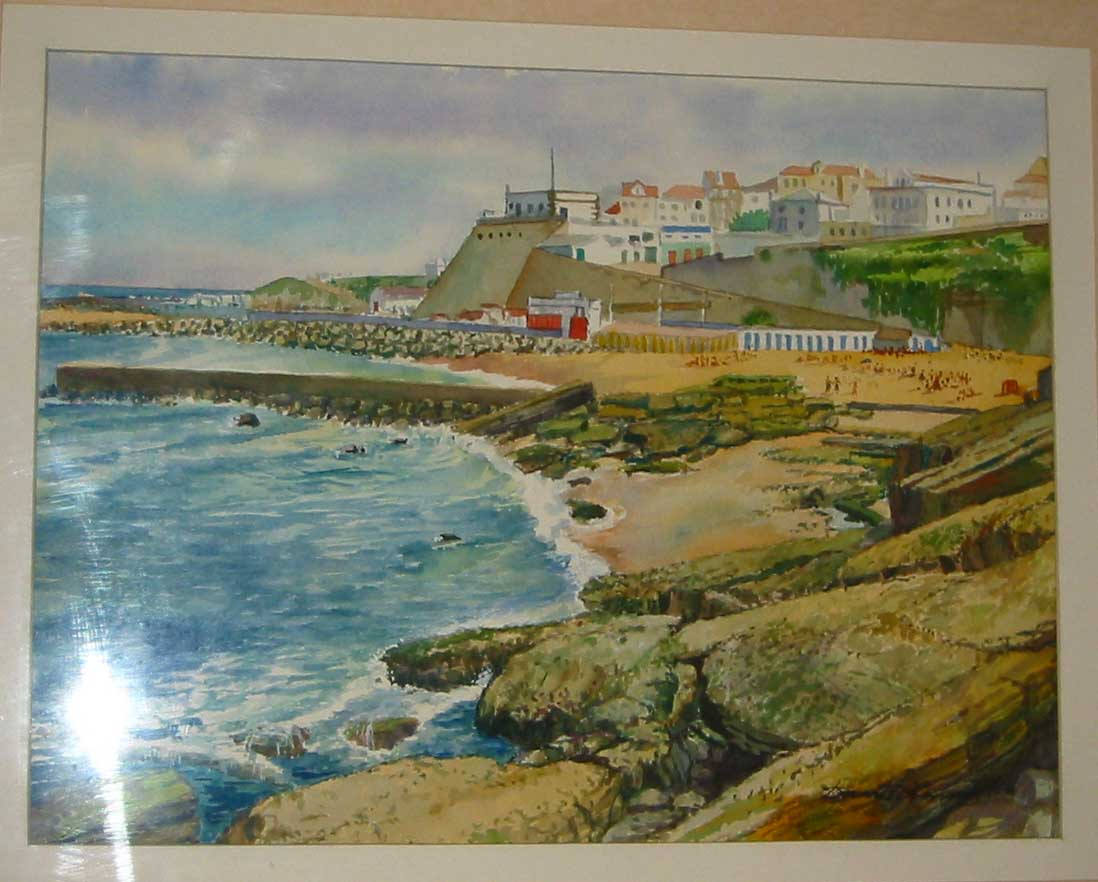
Ericeira
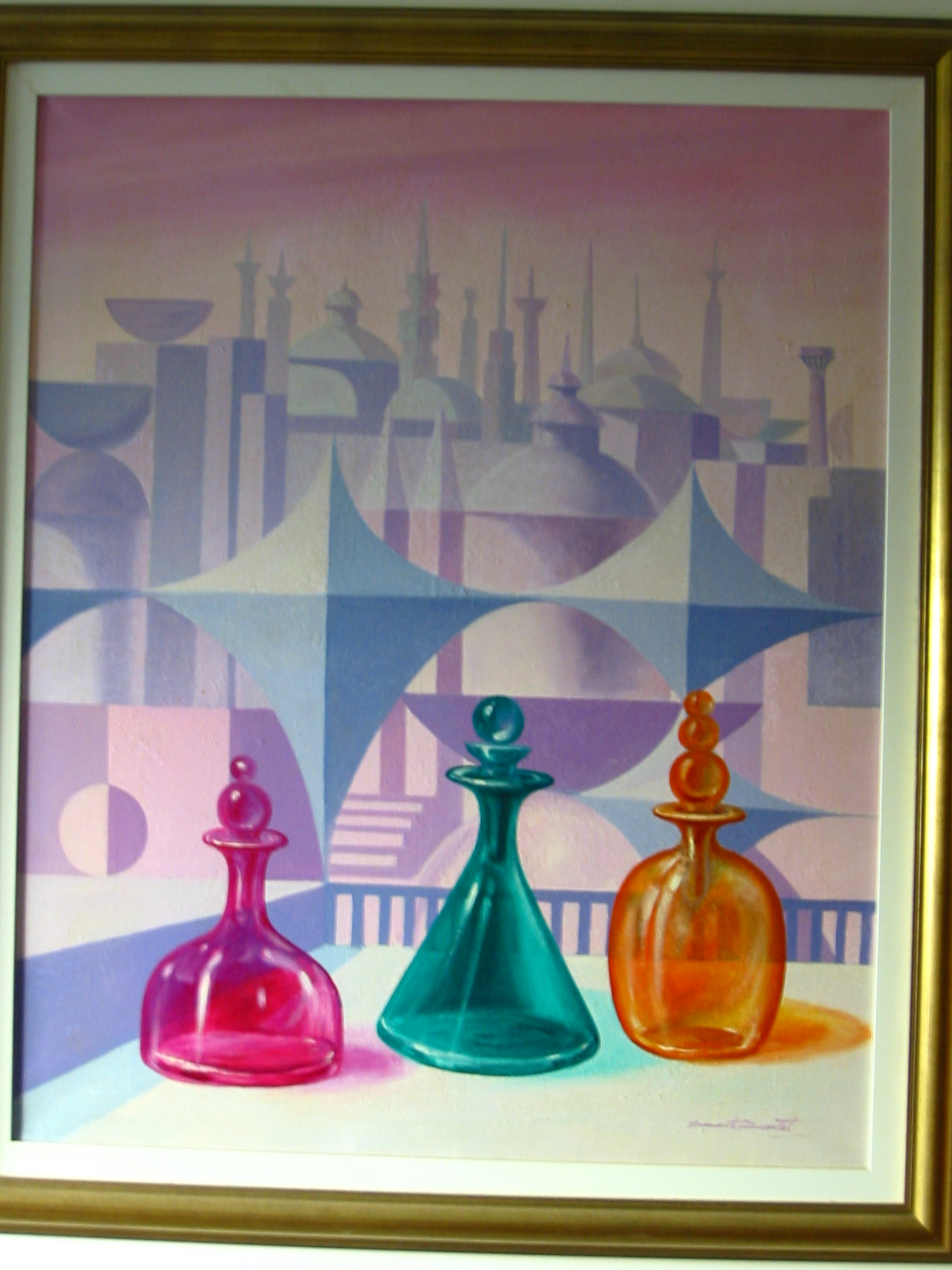
Frascos
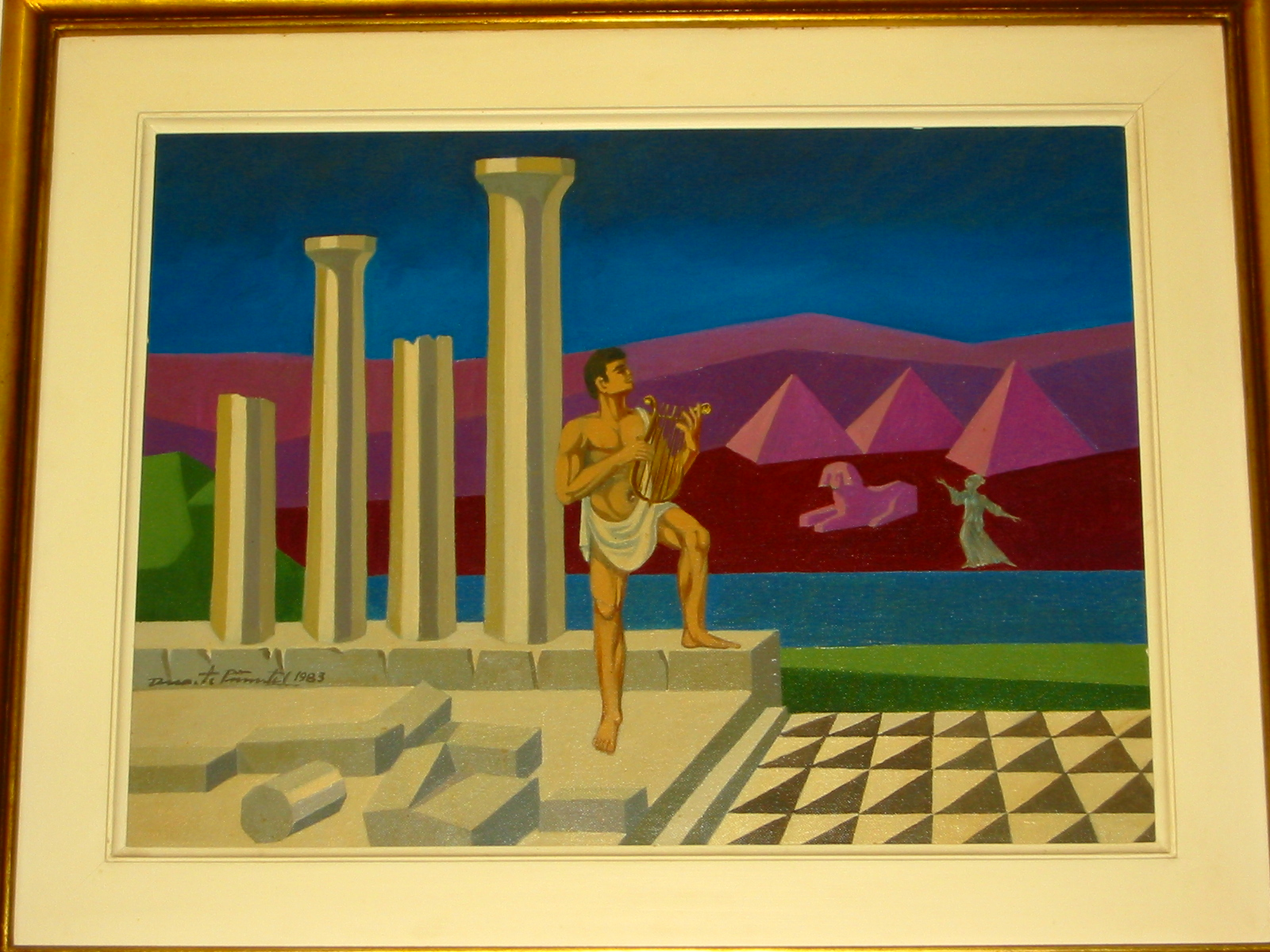
Orfeu canta a Eurídice